# Mauleus venetus
Mauleus venetus är en stekelart som beskrevs av Heydon 1995. Mauleus venetus ingår i släktet Mauleus och familjen puppglanssteklar. Inga underarter finns listade i Catalogue of Life.